# Cornelis Fransz. de Witt
Cornelis Fransz. de Witt (* 30. April 1545 in Dordrecht; † 3. April 1622 ebenda) war ein holländischer Politiker, der dem alten Dordrechter Geschlecht De Witt entstammte.

## Leben
Cornelis de Witt wurde als Sohn von Frans de Witt (1516–1565) und Liduwi van Beveren geboren; Jacob Fransz de Witt war sein Bruder. Nach der Heimkehr von seinen Reisen nach Frankreich und Italien erfüllte er im Jahre 1575 sein erstes politisches Amt als schepen der Stadt Dordrecht. In der Zeit von 1586 bis 1620 war De Witt 19-mal regierender Bürgermeister der ältesten Stadt Hollands. In seiner Regierungszeit konnte er auch den Grundstein zur politischen Macht seiner Familie legen, die sie dann am Höhepunkt des Goldenen Zeitalters innehatte. Im politisch-religiösen Machtstreit zwischen Johan van Oldenbarnevelt und Moritz von Oranien stand er auf der Seite des Statthalters (Moritz), dem er denn auch seine erneute Bestellung zum Bürgermeister verdankte.
Neben seinen städtischen Regentenfunktionen war Cornelis de Witt Staatsrat der Niederlande (Generalstaaten), Rat der Staaten von Holland und Friesland, Deputierter in der Admiralität von Zeeland von 1596 bis 1599, Ratsherr von den südlichen Niederlanden sowie Ratsherr von Flandern (als er vorübergehend in Middelburg wohnhaft war). Im Jahre 1602 wurde De Witt als Deputierter der Generalstaaten bei der Belagerung von Grave erwähnt.
Verheiratet war De Witt zuerst mit Johanna Heymans, im Jahre 1603 vermählte er sich dann mit Kornelia van Beverwijck. Er hatte insgesamt elf Kinder, von denen aber fünf jung verstarben. Zwei seiner Söhne – Andries und Jacob – wurden ebenfalls bedeutende Politiker und Staatsmänner Hollands.